# Ralph Berzsenyi
Ralph Berzsenyi (Fiume, 26 febbraio 1909 – Budapest, 10 giugno 1978) è stato un tiratore a segno ungherese.

## Palmarès

### Olimpiadi
- 1 medaglia:
  - 1 argento (Berlino 1936 nella carabina 50 metri a terra)